# C/2020 F3 (NEOWISE)
C/2020 F3 (NEOWISE), hay Sao chổi NEOWISE, là một sao chổi thuận với một quỹ đạo gần giống hình parabol, được phát hiện ngày 27 tháng 3 năm 2020 bởi các nhà thiên văn sử dụng kính viễn vọng NEOWISE. Đến tháng 7 năm 2020 nó trở nên đủ sáng để thấy được bằng mắt thường. Với những người ở bán cầu bắc, buổi sáng sao chổi xuất hiện thấp trên đường chân trời phía đông bắc, dưới Capella. Ở buổi tối, nó có thể được quan sát trên bầu trời tây bắc. Trong nửa sau của tháng 7 năm 2020, nó sẽ có vẻ đi qua chòm sao Đại Hùng, dưới khoảnh sao của nhóm sao Bắc Đẩu.
Sao chổi này nổi bật vì là một trong những thiên thể sáng nhất với người quan sát tại bán cầu bắc kể từ sao chổi Hale–Bopp năm 1997. Trong bầu trời đêm nó có thể được thấy rõ bằng mắt thường và được cho là sẽ có thể được quan sát trong hầu hết tháng 7 năm 2020

## Lịch sử và quan sát

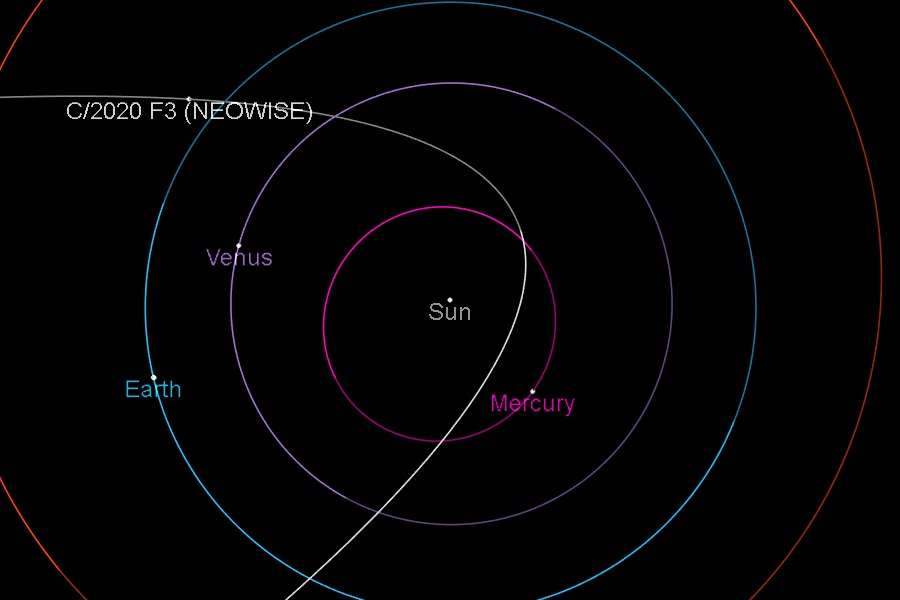
Biểu đồ quỹ đạo gần parabol của sao chổi

Thiên thể được phát hiện bởi một nhóm sử dụng kính thiên văn NEOWISE ngày 27 tháng 3 năm 2020. Nó được phân loại là một sao chổi ngày 31 tháng 5 và được đặt tên theo NEOWISE ngày 1 tháng 4. Nó có tên hệ thống là C/2020 F3, chỉ một sao chổi không chu kỳ thứ ba được phát hiện trong nửa sau của tháng 3 năm 2020.
Sao chổi NEOWISE tiếp cận Mặt Trời gần nhất (cận điểm quỹ đạo) ngày 3 tháng 7 năm 2020, ở khoảng cách 0,29 đơn vị thiên văn (43×106 km). Lần tiếp cận này làm tăng chu kỳ quỹ đạo của sao chổi từ khoảng 4500 năm lên 6800 năm. Lần tiếp xúc gần nhất với Trái Đất sẽ diễn ra ngày 23 tháng 7 năm 2020, 01:14 UT, ở khoảng cách 0,69 đơn vị thiên văn (103×106 km). Nó sẽ hiện lên trong chòm sao Đại Hùng.
Nhìn từ Trái Đất, sao chổi NEOWISE cách Mặt Trời ít hơn 20 độ giữa 11 tháng 6 và 9 tháng 7 năm 2020. Đến ngày 10 tháng 6 năm 2020, do ảnh hưởng từ tia chói của Mặt Trời, độ sáng biểu kiến của nó là 7. Đến đầu tháng 7, sao chổi này có độ sáng biểu kiến là -1, sáng hơn nhiều so với độ sáng của C/2020 F8 (SWAN), và xuất hiện một cái đuôi thứ hai. Cái đuôi thứ nhất có màu xanh và tạo bởi khí và ion; cái đuôi thứ hai có màu vàng và tạo bởi bụi, giống đuôi của Sao chổi Hale–Bopp. Theo Hiệp hội Thiên văn Anh, độ sáng của sao chổi tăng từ 8 ở đầu tháng 6 lên -2 vào đầu tháng 7, tức sáng hơn Hale–Bopp. Tuy nhiên, do nó rất gần Mặt Trời, độ sáng của nó được ghi nhận là 0 hay +1. Sau cận điểm, NEOWISE bắt đầu mờ đi với tốc độ bằng với mức sáng lên trước đó.
Đến ngày 5 tháng 7, Parker Solar Probe của NASA đã chụp một bức hình của sao chổi, giúp các nhà thiên văn ước tính đường kính của hạt nhân sao chổi xấp xỉ là 5 km.

## Quỹ đạo

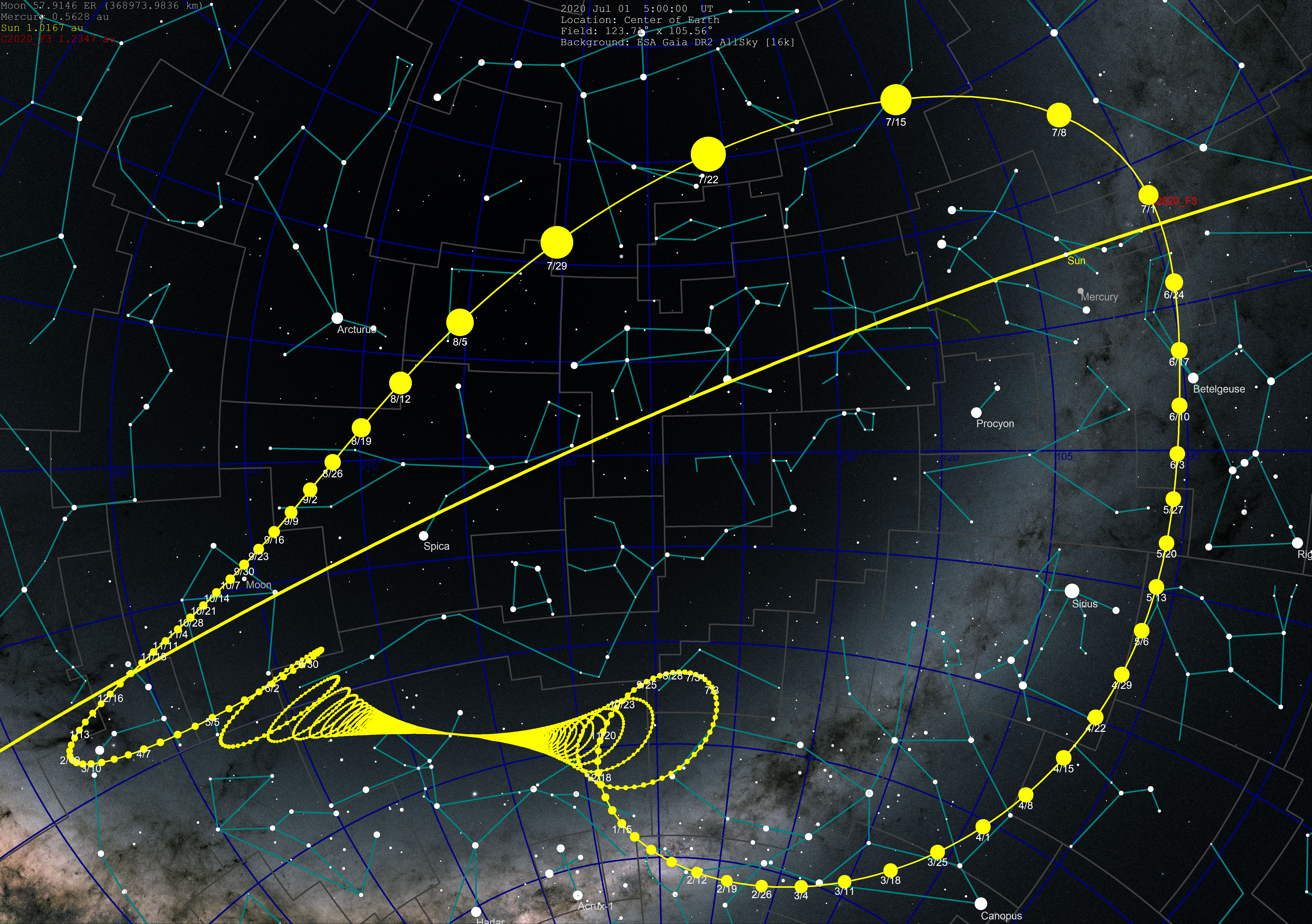
Vị trí của sao chổi trên bầu trời – những vòng thuận xuất phát từ thị sai do chuyển động của Trái Đất quanh Mặt Trời; chuyển động nhiều nhất xảy ra khi sao chổi gần Trái Đất nhất

## Hình ảnh

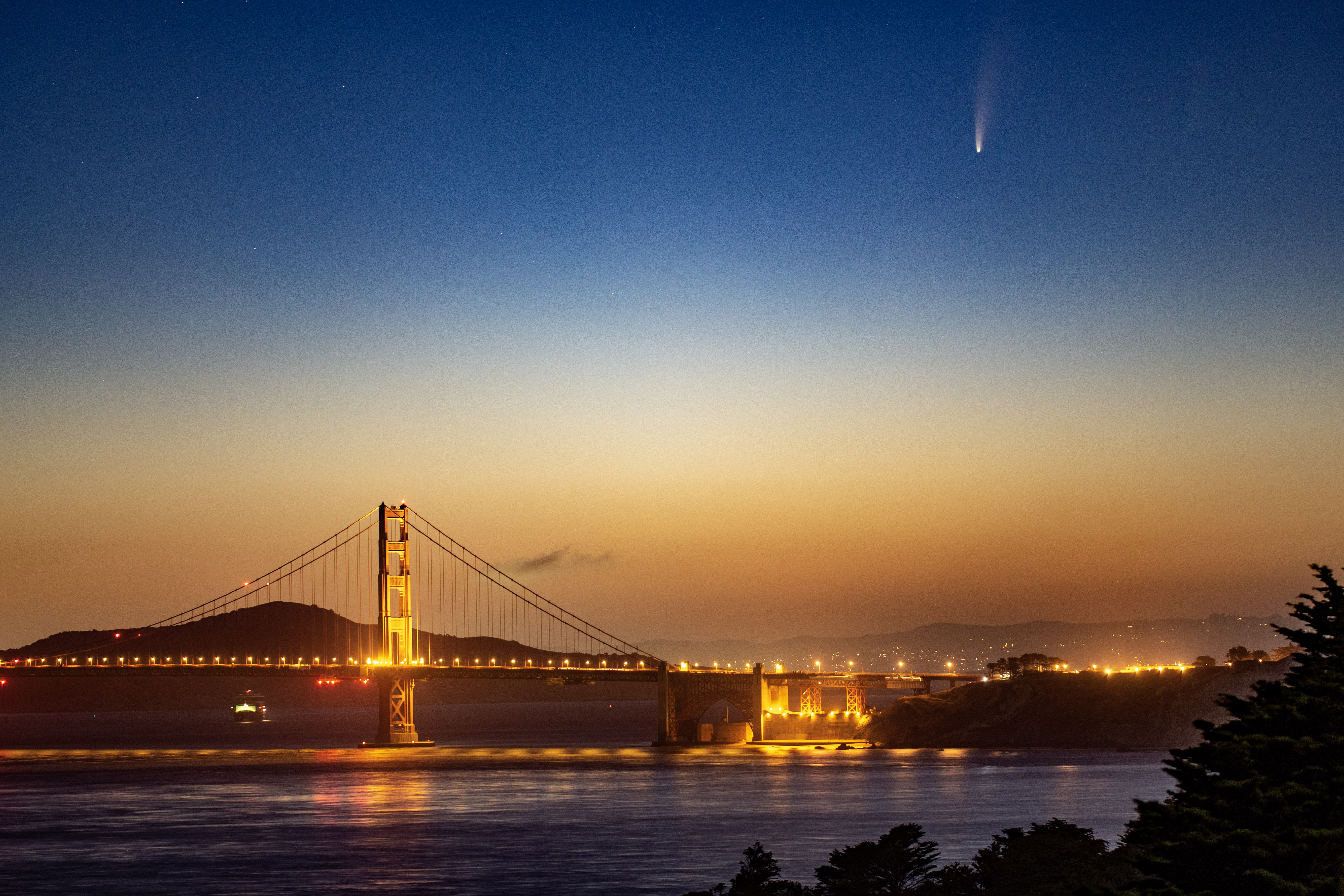
Ngày 7 tháng 7 năm 2020, cầu Cổng Vàng
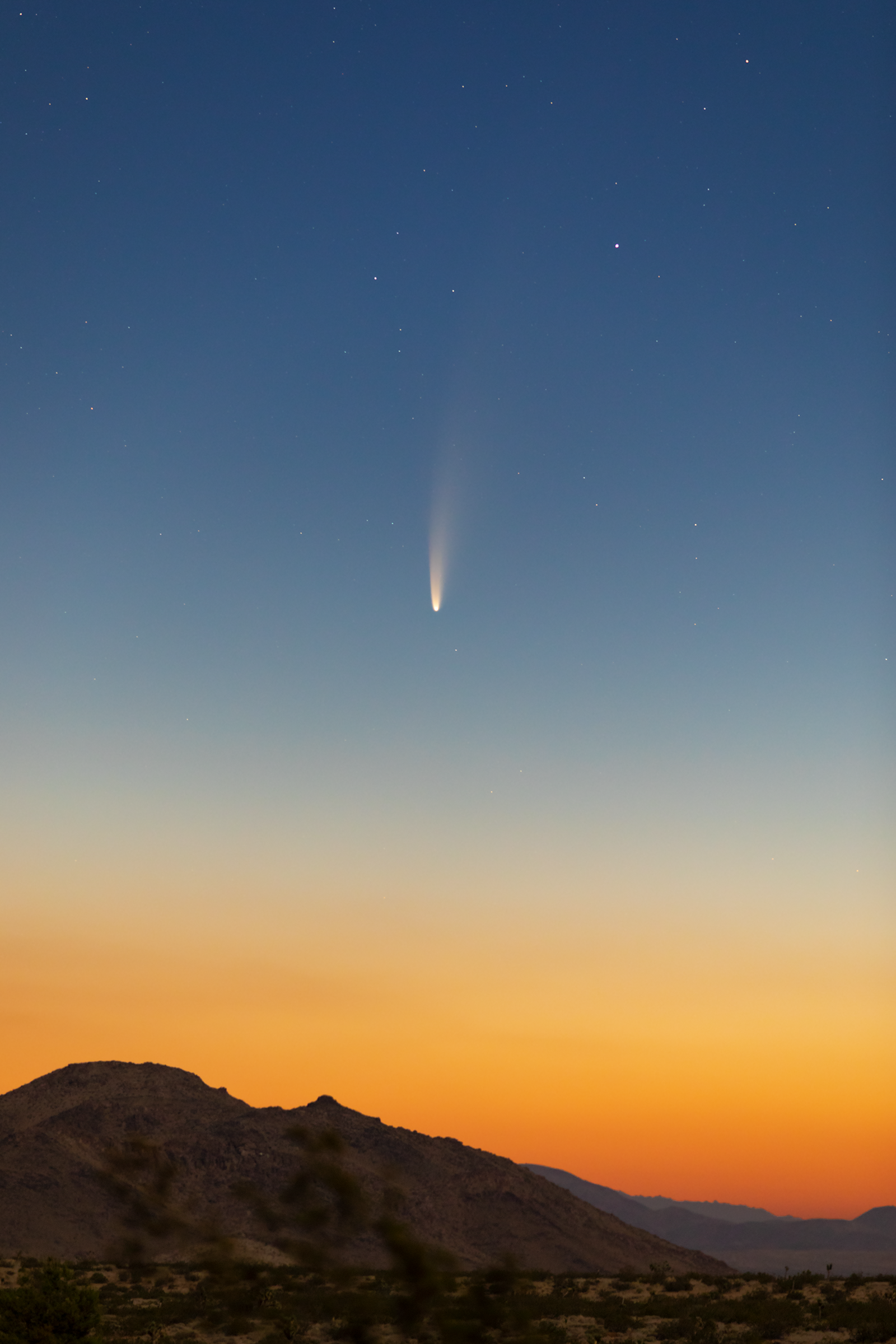
Ngày 7 tháng 7 năm 2020, Landers, California
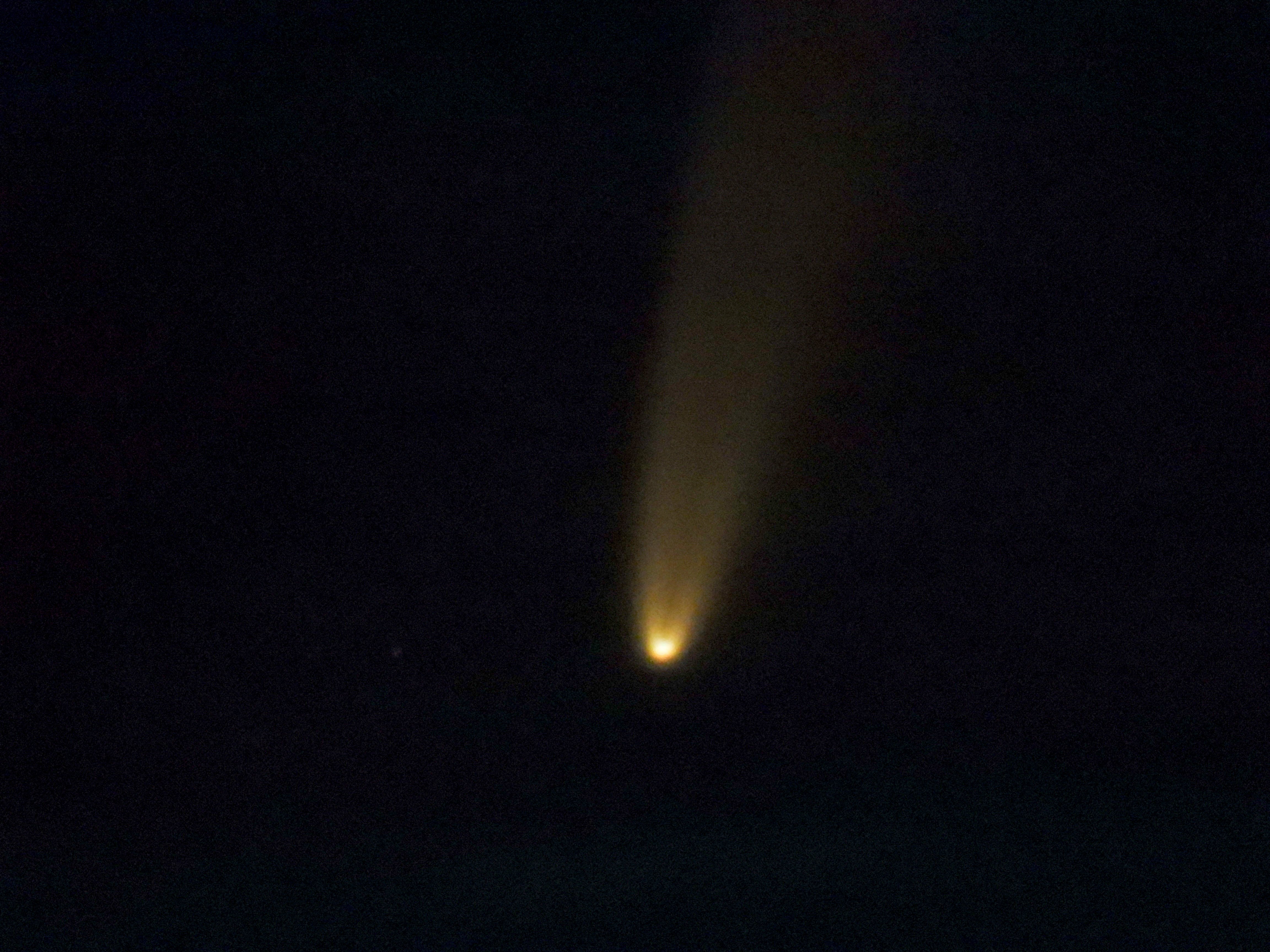
Ngày 8 tháng 7 năm 2020, Zuzici, Istria, Croatia
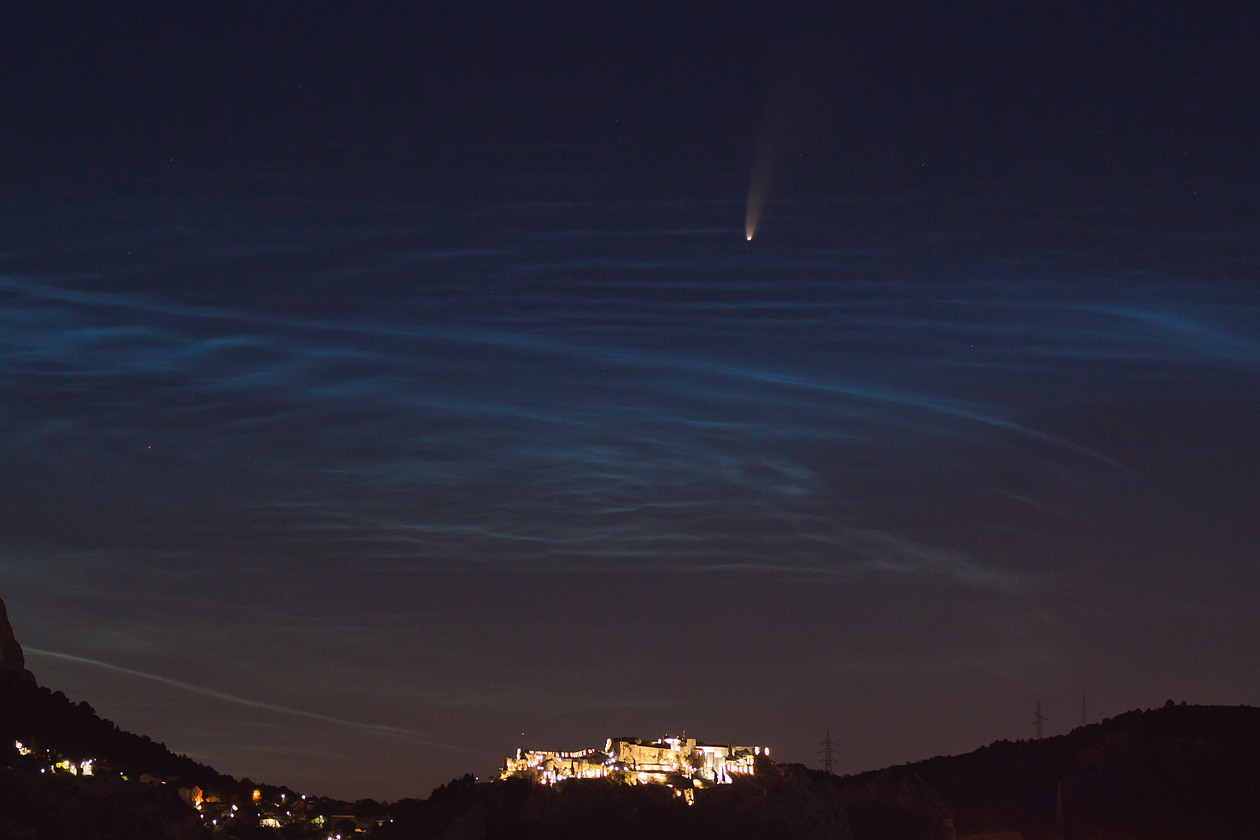
Sao chổi C/2020 F3 ngày 8 tháng 7 năm 2020, trên Pháo đài Klis, Croatia, với mây dạ quang
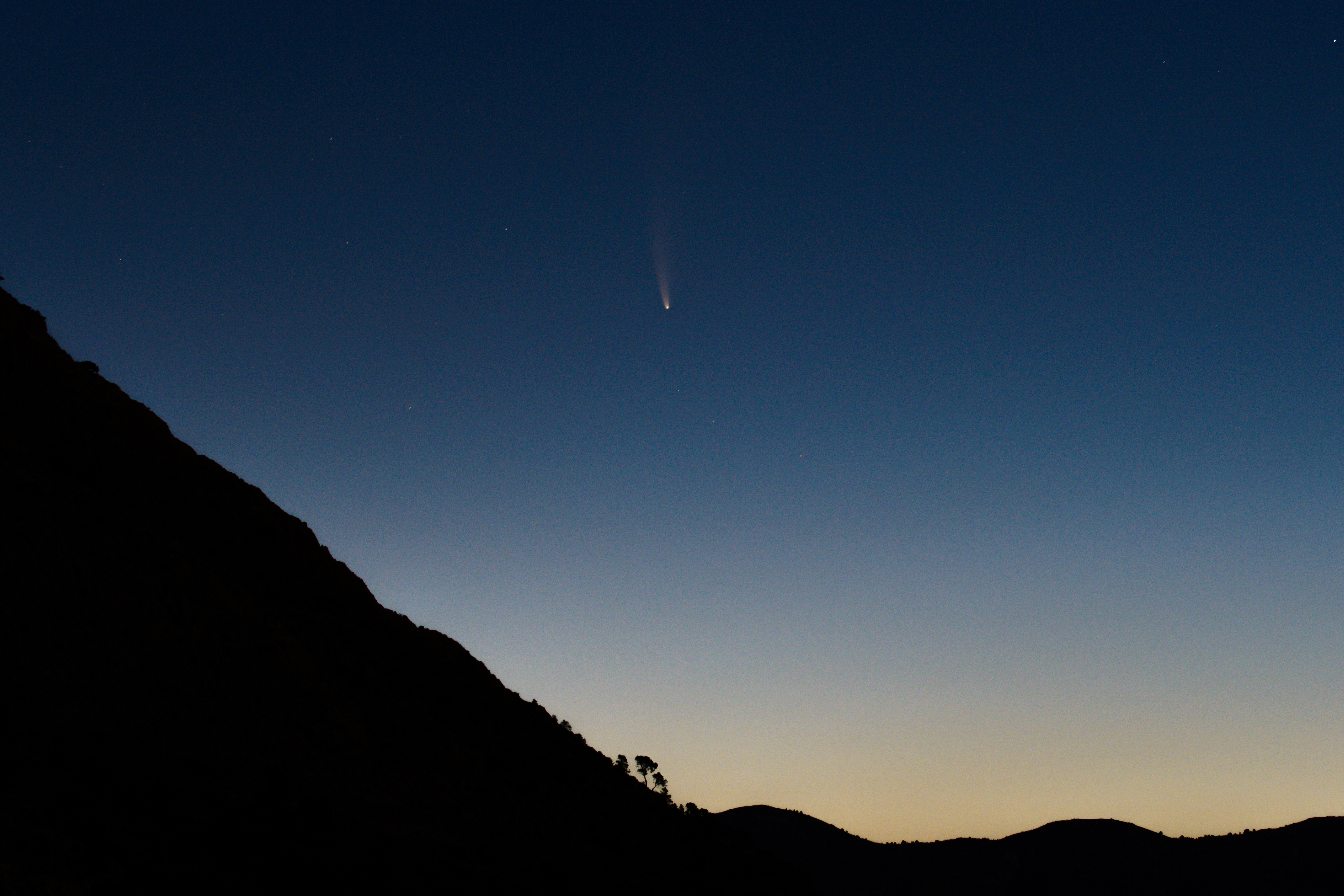
C/2020 F3 (NEOWISE) nhìn từ Tây Ban Nha, ngày 10 tháng 7 năm 2020, 05:41 giờ địa phương.
Sao chổi C/2020 F3 đi về hướng Tây qua một vài ngôi sao. Chín lần phơi sáng 15 giây trong khoảng 5 phút từ 4:23 EDT ngày 10 tháng 7 năm 2020, từ Brampton, Ontario.
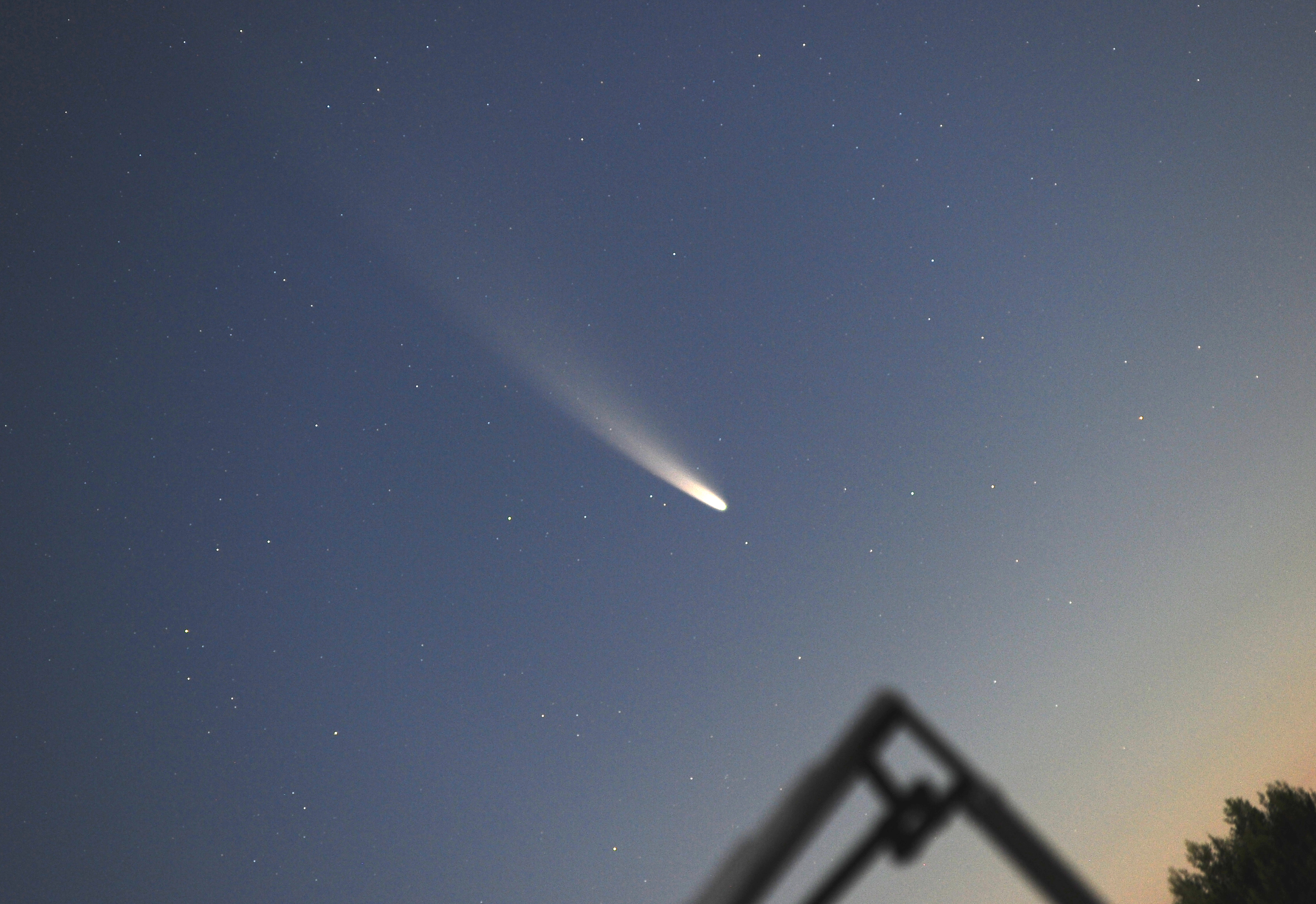
Sao chổi C/2020 F3 trên Thung lũng Antelope, California, ngày 10 tháng 7 năm 2020 lúc 4:30 sáng.
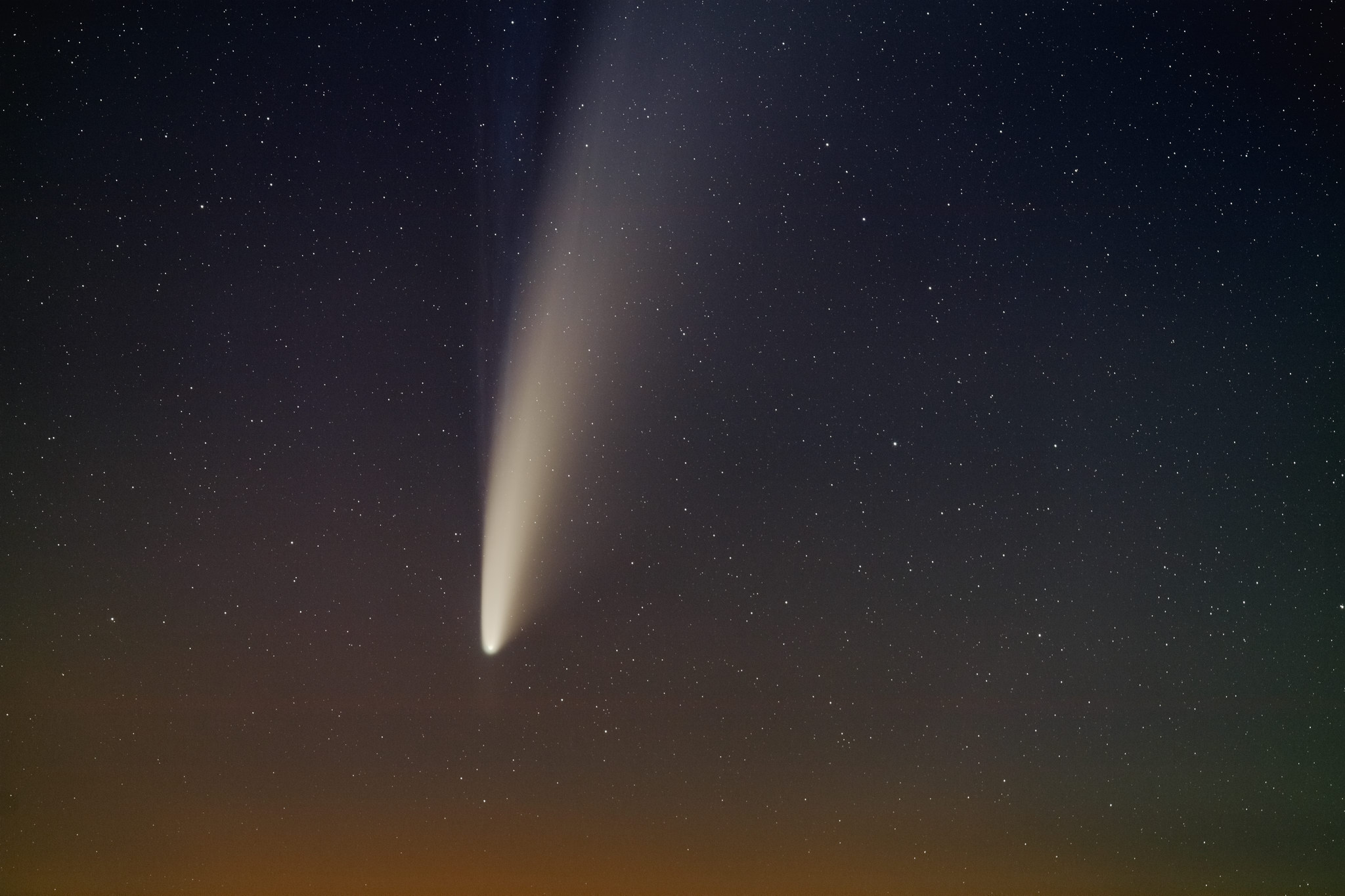
Ngày 13 tháng 7 năm 2020, đuôi sao chổi hiện rõ trên bầu trời (chụp từ Pháp)